# Општина Опорелу (Олт)
Опорелу (рум. Oporelu) општина је у Румунији у округу Олт.
Oпштина се налази на надморској висини од 201 m.